# نبيل الخوري
نبيل ملحم الخوري (من مواليد 5 نيسان/أبريل 1941 في المطيلة بريح، لبنان) هو فيلسوف لبناني وأستاذ فخري في الفلسفة في الجامعة اللبنانية في بيروت. يركز بحثه على التيار الفلسفي للتنوير والمشرق المسيحي والحوار المسيحي الإسلامي.
في عام 2015، حصل نبيل الخوري على جائزة راتزينغر عن عمله العلمي، بما في ذلك ترجمة أعمال جوزيف راتزينغر إلى اللغة العربية.

## حياته
نشأ نبيل الخوري وهو الابن الأكبر بين تسعة أطفال في قرية مسيحية درزية في جبال الشوف وكان تلميذاً موهوباً، أُرسل وهو في الثانية عشرة من عمره إلى المدرسة اليسوعية الداخلية في غزير. ثم درس الفلسفة واللاهوت في جامعة القديس يوسف في بيروت مع بيتر هانز كولفنباخ والأب سليم عبو وعبدو خليفة. وفي وقت مبكر إنخرط في تحسين الظروف المعيشية في قريته الأصلية، فأنشأ هناك بدعم من الإمام موسى الصدر، مركزاً للرعاية الصحية الطبية.
في عام 1965، بدأ الدراسة في الجامعة البابوية الحضرية في روما، حيث كان كورنيليو فابرو وأنطونيو بيولانتي من بين أساتذته. واصل دراسته الأكاديمية في جامعتي توبنغن وريغنسبورغ، حيث درس الفلسفة واللاهوت والعلوم السياسية والشرق المسيحي واللغويات. ومن بين أساتذته البارزين خلال هذه الفترة إرنست بلوخ، وجوزيف سيمون، وجوزيف راتزينغر، وألكسندر بوليج. في عام 1973، حصل على الدكتوراه في توبنغن تحت إشراف والتر شولتز بأطروحته بعنوان "تفسير العالم عند إفرايم السوري".
من 1974 إلى 1977 كرس نفسه لدراسات ما بعد الدكتوراه مع بول ريكور حول موضوع "إشكاليات التأويل: نموذج لبنان" في جامعة السوربون في باريس، وعمل في الأكاديمية البافارية للعلوم في ميونيخ، مع هيرمان كرينجز، وكزافييه تيلييت، والتر شولتز، وهانز مايكل بومغارتنر، وويلهلم جي جاكوبس في الطبعة التاريخية النقدية لأعمال شيلينغ. وأكمل تأهيله في جامعة لودفيغ ماكسيميليانز في ميونيخ بعمل بعنوان "السبب والدولة عند هيجل" وهو عمل مقصود منه توجيه نداء إلى دولة لبنان التي كانت غارقة في حرب أهلية.
منذ عام 1977، شغل الخوري منصب أستاذ الفلسفة في الجامعة اللبنانية والعديد من مناصب الأستاذية الزائرة في جامعات توبنغن وإيشستات وماينز وفرايبورغ وسالزبورغ تقاعد في عام 2005.

## أعمال (اختيار)
يسوع فون الناصرة / جوزيف راتزينغر (بينيديكت السادس عشر). الترجمة العربية والتنميق لنبيل الخوري. (3) المجلد الأول ليبرايري بوليتس دي جونيه. 2016. ISBN 978-9953-0-3152-1
ليتزتي جيسبراتشي / جوزيف راتزينغر (بينيديكت السادس عشر). الترجمة العربية ومقدمة لنبيل الخوري. ليبرايري باوليست دي جونيه. 2018. ISBN 978-9953-0-4284-8
عينفوهرونغ في داس كريستنتوم / جوزيف راتزينغر مع مقدمة من البطريرك إغناطيوس الرابع. ترجمة عربية لنبيل الخوري. بيروت، 1994
فيرنونفت أوند ستات بي هيغل. د.- عرب. فيرلاغ، بيروت، 1989
يموت تفسير دير فيلت بي إفرايم ديم Syrer: بيتر. زور غايستسجيششت. ماتياس - غرونيوالد - فيرلاغ، ماينز، 1976. ردمك 978-3-7867-0510-9